# Насолода (фільм, 1998)
«Насолода (і його маленкі клопоти)» («Le Plaisir (et ses petits tracas)») — французький кінофільм 1998 року, знятий режисером Ніколя Букрієфом, з Матьє Кассовітцем і Венсаном Касселем у головних ролях.

## Сюжет
Фільм складається з кількох окремих історій на тему сексу та насолоди та включає численні, дивні та непередбачувані події. Тут є і наркотики, і потенційний самогубець. Кожна людина шукає свій спосіб задоволення, і кожна по своєму нещасна.

## У ролях
- Матьє Кассовітц — Роланд
- Венсан Кассель — Майкл
- Жюлі Гайє — Вера
- Фуед Насса — Марсель
- Флоранс Томассен — Ліз
- Каролін Селльє — Елен
- Мікеле Плачидо — Карло
- Дельфіна Зенгг — роль другого плану
- Франсіс Рено — роль другого плану
- Ролан Маршизіо — роль другого плану
- Вірджинія Дармон — роль другого плану
- Крістіна Паоліні — роль другого плану
- Лоран Лафітт — роль другого плану
- Лайонел Голдштейн — роль другого плану
- Жорж Бланесс — роль другого плану
- Моніка Беллуччі — роль другого плану
- Гі Амрам — роль другого плану
- Полетт Буве — роль другого плану
- Тоні Чеккінато — роль другого плану
- Жан-Крістоф Буве — роль другого плану
- Матильда Вітрі — роль другого плану
- Жозі Бернар — роль другого плану
- Філіпп Ландульсі — роль другого плану
- Крістоф Лемер — роль другого плану

## Знімальна група
- Режисер — Ніколя Букрієф
- Сценарист — Ніколя Букрієф
- Оператор — Жан-Макс Бернар
- Композитор — Ніколас Бейбі
- Продюсери — Марк Башет, Гвідо Де Лаурентіс, Фредерік Дюма-Зайдела, Седомір Колар, Лео Пескароло, Патрік Кіне, Яні Тільтгес